# Mount Hahn
Mount Hahn är ett berg i Antarktis. Det ligger i Västantarktis. Argentina, Chile och Storbritannien gör anspråk på området. Toppen på Mount Hahn är 1 100 meter över havet, eller 362 meter över den omgivande terrängen. Bredden vid basen är 6,3 km.
Terrängen runt Mount Hahn är kuperad åt nordost, men åt sydväst är den bergig. Trakten är obefolkad. Det finns inga samhällen i närheten.